# (14683) Remy
(14683) Remy (1999 XG156) – planetoida z pasa głównego asteroid okrążająca Słońce w ciągu 3,44 lat w średniej odległości 2,28 j.a. Odkryta 8 grudnia 1999 roku.